# Comté d'Union (Arkansas)
Pour les articles homonymes, voir comté d'Union.
Le comté d'Union (en anglais : Union County) est un comté dans le sud de l'État de l'Arkansas, à la frontière avec la Louisiane, aux États-Unis. Au recensement de 2010, il compte 41 639 habitants. Son siège est El Dorado.

## Démographie
| 1830 | 1840  | 1850   | 1860   | 1870   | 1880   | 1890   | 1900   |
| ---- | ----- | ------ | ------ | ------ | ------ | ------ | ------ |
| 640  | 2 889 | 10 298 | 12 288 | 10 571 | 13 419 | 14 977 | 22 495 |

| 1910   | 1920   | 1930   | 1940   | 1950   | 1960   | 1970   | 1980   |
| ------ | ------ | ------ | ------ | ------ | ------ | ------ | ------ |
| 30 723 | 29 691 | 55 800 | 50 461 | 49 686 | 49 518 | 45 428 | 48 573 |

| 1990   | 2000   | 2010   | - | - | - | - | - |
| ------ | ------ | ------ | - | - | - | - | - |
| 46 719 | 45 629 | 41 639 | - | - | - | - | - |